# نهاية الأسبوع (برنامج)
نهاية الأسبوع هو برنامج أسبوع تقدمّه نجوى قاسم على قناة العربية كل جمعة. يعرض أهم القضايا والتحليلات والأخبار التي مرت على مدار الاسبوع.

## وقت العرض
يبث يوم الجمعة في الثالثة عصرا بتوقيت مكة المكرمة ويعاد السبت فجرا.

## انظرأيضا
- قناة العربية
- تركي الدخيل
- نادين هاني
- اضاءات
- روافد

## وصلات خارجية
- موقع العربية نت